# Артемис (лунный кратер)
Кратер Артемис (лат. Artemis) — маленький ударный кратер, расположенный в западной части Моря Дождей на видимой стороне Луны. Носит греческое женское имя Артемис (Артемида). Это название было утверждено Международным астрономическим союзом в 1976 г.

## Описание кратера

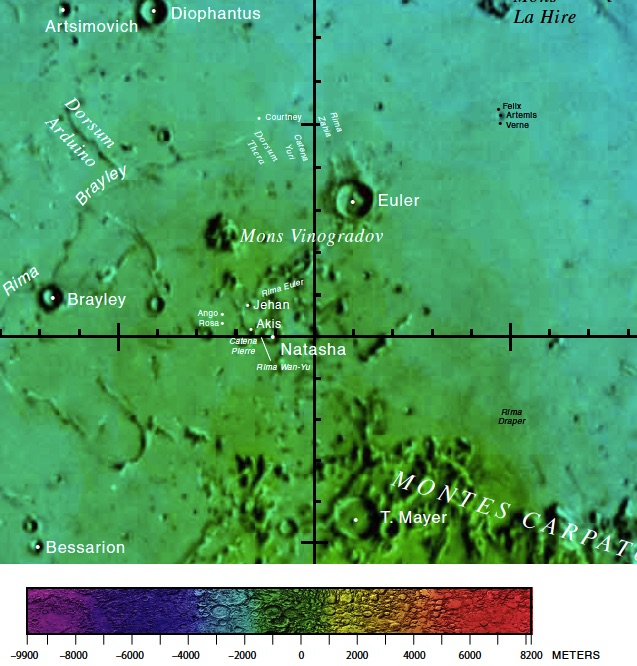
Окрестности кратера Артемис. Фрагмент карты видимой стороны Луны.

Кратер расположен на середине воображаемой линии, соединяющей кратеры Эйлер и Ламберт. Ближайшими соседями кратера являются кратер Феликс, примыкающий к нему с северо-востока, и кратер Верне на юге-юго-западе. На севере от кратера находится пик Ла Гира. Селенографические координаты центра кратера — 25°02′ с. ш. 25°22′ з. д. / 25,03° с. ш. 25,36° з. д., диаметр — 2,3 км, глубина — 0,36 км.
Кратер имеет чашеобразную форму. Высота вала над окружающей местностью составляет 70 м, объем кратера приблизительно 0,32 км³. По морфологическим признакам кратер относится к типу ALC (по наименованию типичного представителя этого типа — кратера Аль-Баттани C).

## Сателлитные кратеры
Отсутствуют.